# Processo di Sculacciabuchi
Il processo di Sculacciabuchi è un poema goliardico, composto verso la fine del XIX secolo, probabilmente in Toscana. L'autore è anonimo, anche se l'opera è stata attribuita a Giovanni Rosadi, all'epoca studente a Bologna, poi penalista e in seguito parlamentare. La sentenza finale, in particolare nella parte in cui nomina la Legge del menga, ha ispirato la canzone goliardica Fanfulla da Lodi.

## Trama
Il poemetto si svolge in un'aula di un immaginario "Tribunal Babilonese", e descrive in forma di parodia pecoreccia e beffarda il dialogo tra il Giudice, il Cancelliere, l'Avvocato, i testimoni e l'Imputato, durante il processo a carico di un prete pedofilo, tale Don Sculacciabuchi di San Rocco, imputato di aver sodomizzato un ignaro fanciullo.

## Protagonisti
- Don Sculacciabuchi, imputato
- Buchirotti, Presidente giuria
- Finocchietti, Giudice
- Bucalossi, Giudice
- Seghetti, Pubblico Ministero
- Favoni, Cancelliere
- On. Inculatti, Avvocato Difensore

## Edizioni
- Processo di Sculacciabuchi e Ifigonia, prefazione di Enrico De Boccard, Roma, Edizioni Homerus, 1971.
- Stefano Biasioli (a cura di), Il processo a don Sculacciabuchi, Vicenza, Egida Libreria Editrice, 2007, ISBN 88-8658-527-6.